# Triumph Daytona
Pour les articles homonymes, voir Daytona.
La Daytona est une moto sportive construite par la firme britannique Triumph.

## Daytona 500 (1966 - 1970)

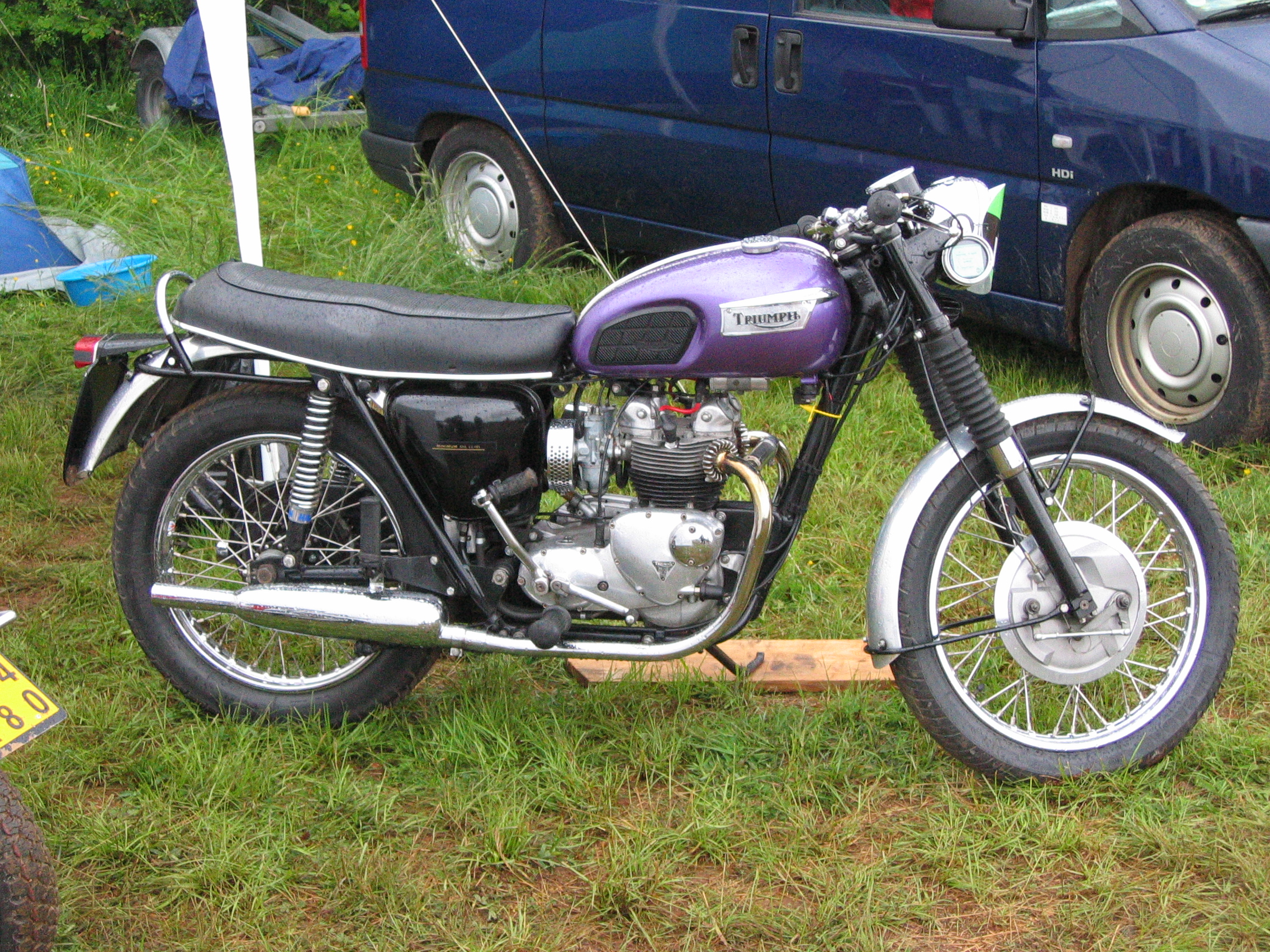
Daytona 500.

La Daytona 500 T100T est née en 1966. Elle doit son nom aux différentes victoires acquises à Daytona à la moyenne de 100 mph (160 km/h). Elle utilise un bicylindre de 490 cm3 dérivée de celui de la Speed Twin, délivrant 39 ch à 7 400 tr/min.
La T100SS est une alternative moins chère mais moins bien équipée. Son moteur est annoncé pour 34 ch à 7 000 tr/min.
Leur commercialisation prend fin en 1970 et elles sont remplacées par la T100R jusqu'en 1974.

## Gamme 750/900/955

### Daytona 750 (1992)
La 750 Daytona est la première sportive depuis la renaissance de Triumph. En 1992, elle inaugure le trois cylindres en ligne de 749 cm3 hérité de la 750 Trident dans une partie cycle efficace et un carénage double optique. Il développe 97 ch.
Elle était vendue 58 804 francs (soit environ 9 000 €). Elle reste seulement un an au catalogue, remplacée par la 900 Daytona.
Les coloris disponibles sont Assam Black, Midnight Blue et Lancaster Red ou Radiant Red.

### Daytona 900 (1993 - 1996)

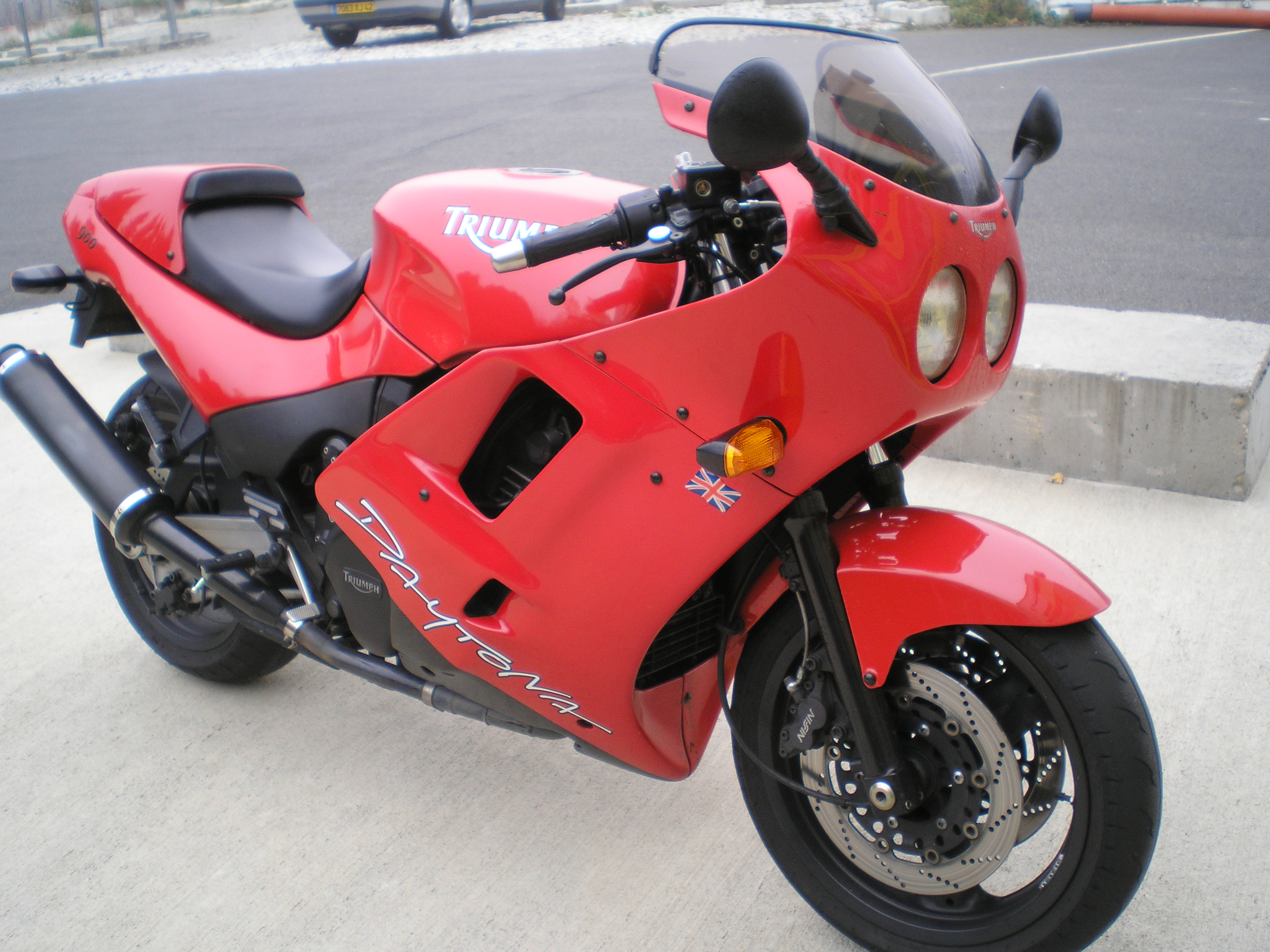
900 Daytona.

En 1993, pour remplacer la 750, la 900 Daytona utilise le trois cylindres qu'elle reprend de la 900 Trident.
Côté esthétique, même si la ligne générale est reprise de la 750, ses formes sont plus tendues et plus agressives.
Côté équipement, les étriers quatre pistons à l'avant et deux pistons à l'arrière pincent respectivement un double disque de 310 mm et un simple disque de 255 mm de diamètre.
Les différents coloris disponibles sont :
- 1993 et 1994 : Racing Yellow, Metallic Barracuda Blue et Pimento Red ;
- 1995 et 1996 : Diablo Black, Racing Yellow, et Pimento Red.

En 1994, une version plus méchante apparait : la Super III. Le moteur a été retravaillé en partenariat avec Cosworth. Le taux de compression est augmenté, les arbres à cames sont retravaillés, la puissance passe à 117 ch. À l'avant, des disques flottants de 310 mm de diamètre sont pincés par des étriers à six pistons. Les garde-boue avant et arrière sont réalisés en fibre de carbone, le poids reste contenu et annonce 211 kg.
Elle est disponible uniquement en coloris Racing Yellow, avec un monogramme "Super III" sur les flancs de selle.
Les Daytona 900 et Super III sont retirées du catalogue en 1996.

### Daytona T595 et 955i (1996 - 2006)

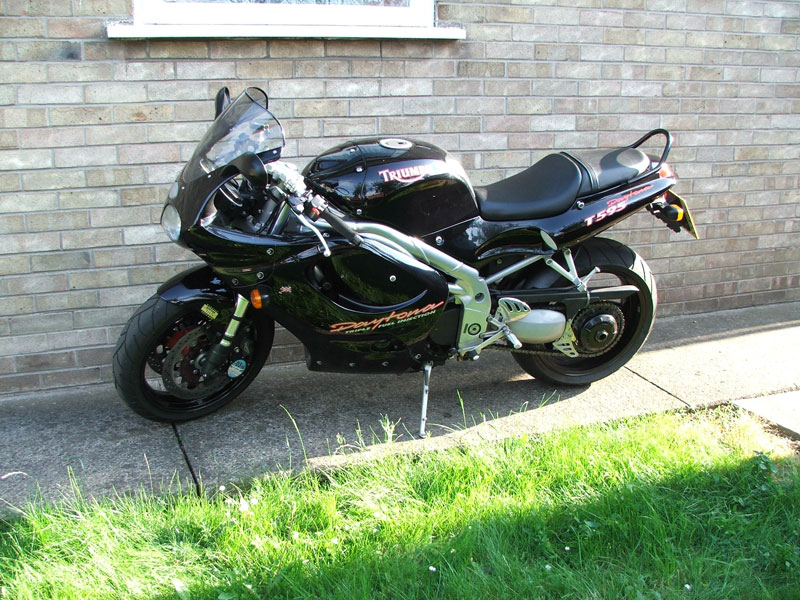
Daytona T595.

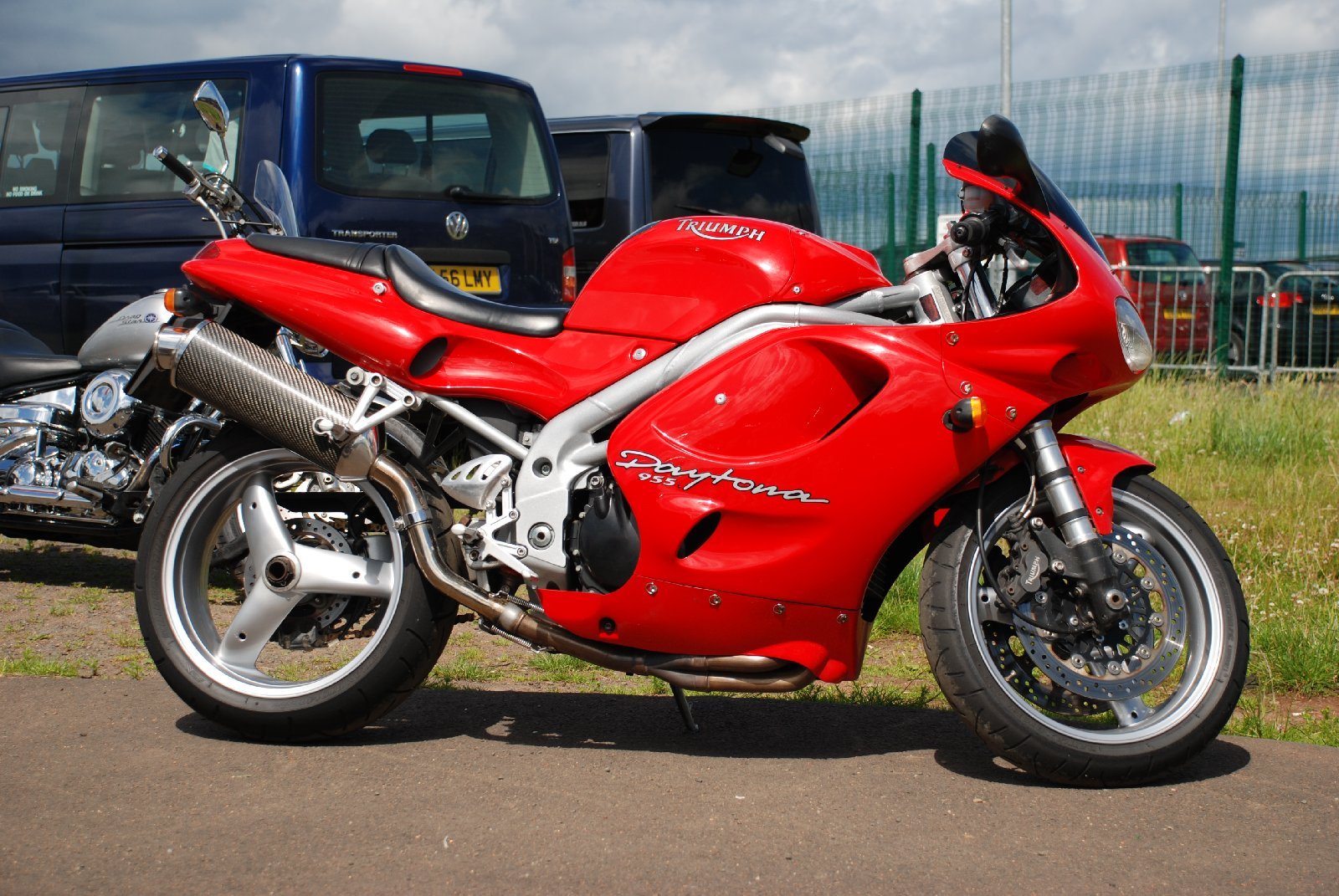
Daytona 955i, modèle 1999.

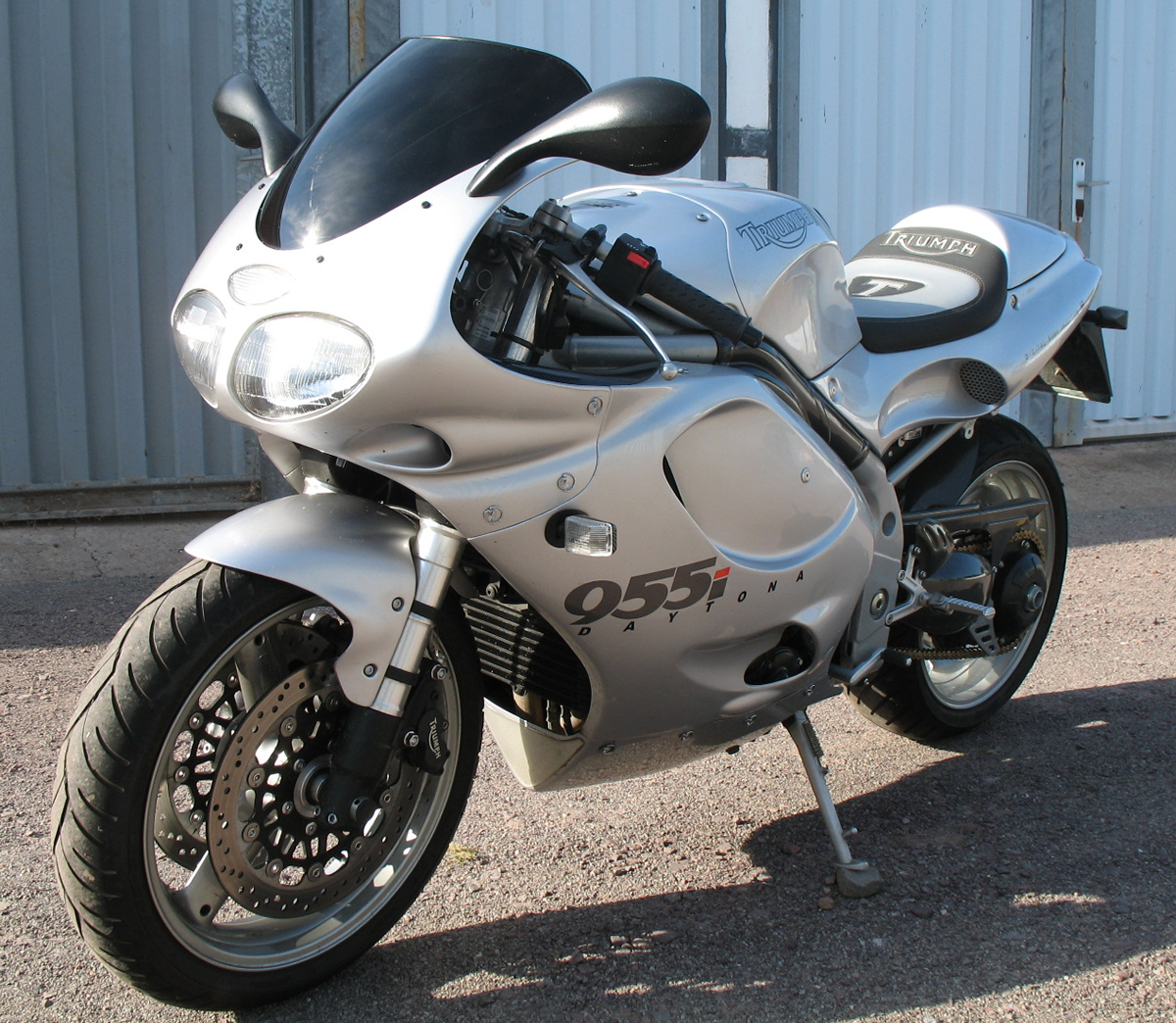
Daytona 955i, modèle 2000.

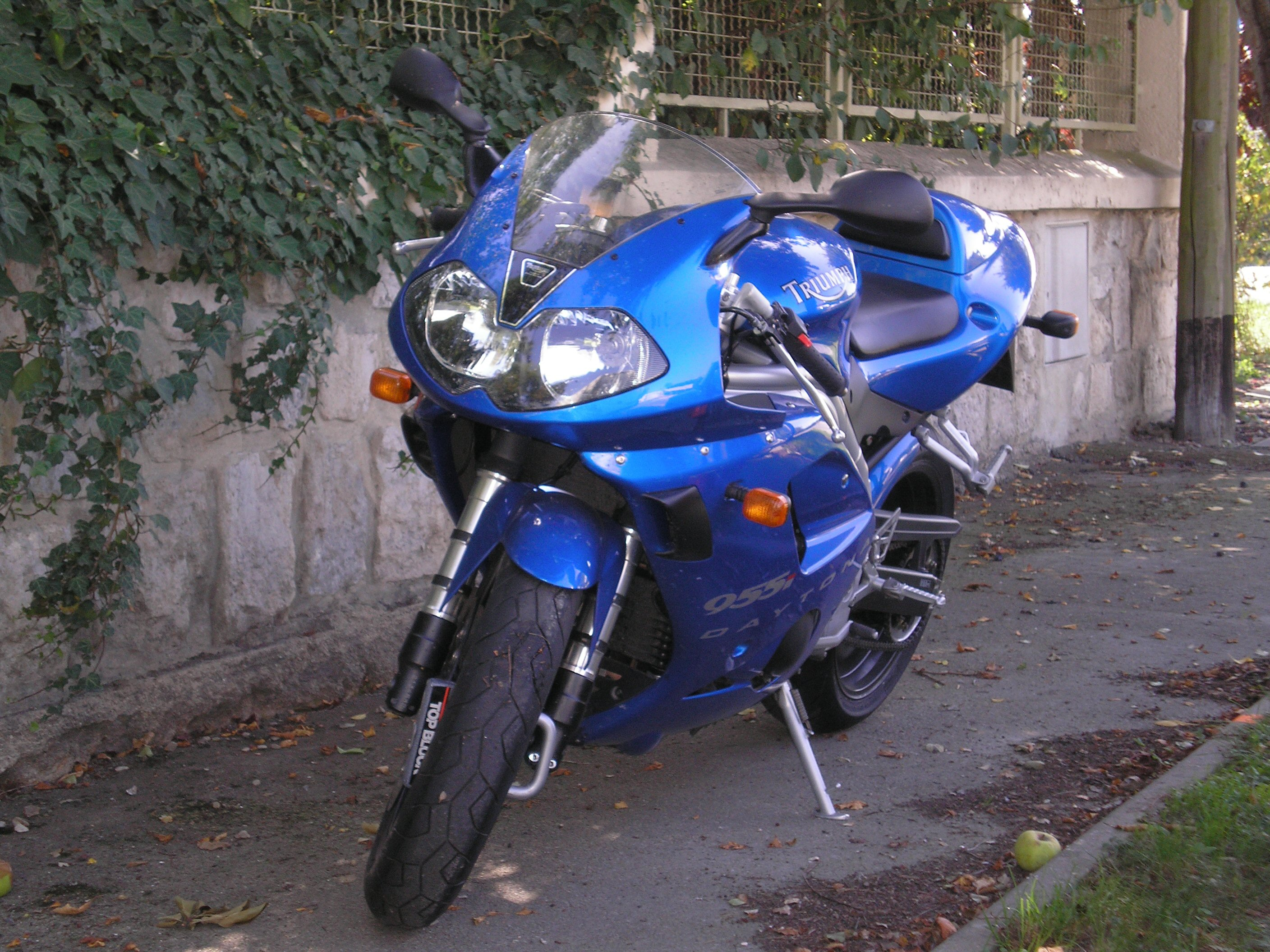
Daytona 955i, modèle 2002.

La T595 est présentée au salon de Cologne en 1996. Elle arbore le nouveau moteur de 955 cm3 à injection développant 128 ch. Elle utilise un tout nouveau cadre tubulaire en aluminium, un monobras et des jantes trois branches. Le freinage est à l'avenant avec deux disques de 320 mm de diamètre pincés par des étriers à quatre pistons à l'avant et un disque de 220 mm et un étrier double pistons à l'arrière.
Dessiné par le célèbre designer John Mockett et aidé par Rod Scivyer, son esthétique impressionne, avec ses courbes douces et ses phares en amandes.
Un peu moins efficace que ses concurrentes japonaises sur circuit, la T595 offre plus d'agrément sur route et au quotidien.
La T595 est renommée 955i en 1999 pour raisons commerciales : si on décompose le nom, T5 signifie qu'elle utilise un moteur à injection (T3 pour les moteurs 900 à carburateurs) et 95 pour la cylindrée de 955 cm3. De nombreuses acheteurs potentiels pensaient que la dénomination correspondait à la cylindrée et que le moteur cubait 595 cm3.
La même année, elle gagne un amortisseur arrière Showa.
Elle sert également de monture au méchant incarné par Dougray Scott dans le film Mission impossible 2.
En 2000, son empattement est raccourci de 15 mm, le monogramme « 955i Daytona » sur les flancs de carénage est plus voyant, le silencieux d'échappement ovale noir est remplacé par un rond en inox.
En 2002, le moteur est modifié, il développe 147 ch pour la même cylindrée. Ce gain de puissance est obtenu par une chambre de combustion redessinée, une injection améliorée et de nouveaux pistons forgés. Le dessin du carénage est modifié par designer Gareth Davies, les lignes sont plus tendues, plus agressives. Le monobras est abandonné au profit de d'un bras oscillant classique en tube rectangulaire. Les roues sont empruntées à la TT600.
Pour célébrer le centenaire de la marque en 2002, une version Centennial voit le jour. Uniquement d'un vert anglais (Aston Green), elle utilise comme base un modèle 2002, avec le monobras du modèle 2001.
Toujours en 2002, Triumph sort une série limitée (SE) similaire au modèle Centennial mais uniquement en couleur rouge et sans les logos Centennial.
En 2004, l'habillage est modifié et se rapproche un peu des premières T595. Le monobras revient de série.
La production de la 955i s'arrête en 2006, avec un modèle dont quelques détails sont corrigés, comme l'adoption de pièces de la 1050 Speed Triple ou une réduction du niveau sonore.
Les coloris disponibles sont :
- 1997 : Strontium Yellow et Jet Black ;
- 1998 et 1999 : Jet Black, Lightning Yellow et Tornado Red ;
- 2000 : Aluminium Silver, Lightning Yellow et Tornado Red ;
- 2001 : Aluminium Silver, Lightning Yellow et Caspian Blue ;
- 2002 : Aluminium Silver, Acidic Yellow, Aston Green et Caspian Blue ;
- 2003 : Jet Black, Acidic Yellow et Tornado Red ;
- 2004 et 2005 : Jet Black, Racing Yellow et Tornado Red ;
- 2006 : Jet Black et Racing Yellow.

## Gamme 1000/1200

### Daytona 1000 (1992 - 1993)
La Daytona 1000 apparait en même temps que sa petite sœur 750 cm3. Le moteur possède un cylindre supplémentaire, lui permettant d'atteindre les 120 ch, pour presque 240 km/h de vitesse de pointe. La moto se révèle plus conviviale que ses concurrentes nippones, elle se montre relativement accueillante avec ses suspensions souples. Malheureusement, ce modèle ne connut pas le succès, les amateurs préférant se tourner vers la 900, plus sportive à leurs yeux. Comme la 750, elle ne sera produite qu'une année.
Les coloris disponibles sont :
- 1992 et 1993 : Assam Black, Midnight Blue et Lancaster Red ou Radiant Red.

### Daytona 1200 (1993 - 1997)

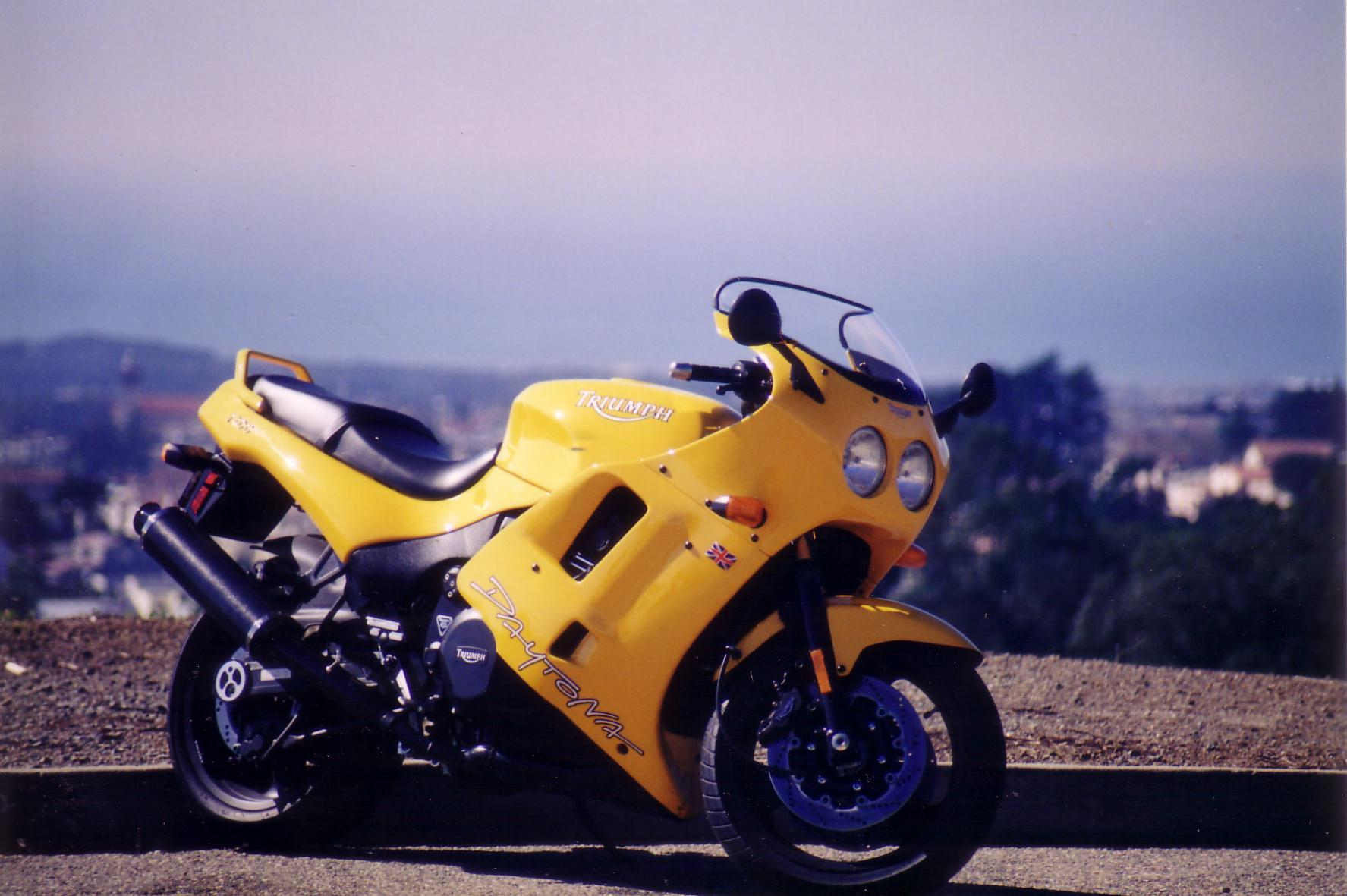
1200 Daytona.

La 1200 Daytona apparait en 1993, mettant à la retraite la 1000. Elle en reprend le moteur à quatre cylindres en ligne. Les 182 cm3 supplémentaires sont obtenus en augmentant la course de 10 mm. La puissance augmente elle aussi et annonce 141 ch. Elle se présente comme une alternative intéressante face aux 1000 CBR F ou autres Kawasaki ZZR. Côté esthétique, elle partage la même identité que la 900.
Sa commercialisation prend fin en 1997.
En 1999, Triumph ressuscite la 1200 Daytona dans une série spéciale limitée à 300 exemplaires. Elle reçoit une peinture noire, rehaussée de doré sur les jantes et sur le monogramme « Daytona » sur le carénage.
Les différents coloris disponibles sont :
- 1993 et 1994 : Racing Yellow, Metallic Barracuda Blue et Pimento Red ;
- 1995 et 1996 : Diablo Black, Racing Yellow, et Pimento Red ;
- 1997 : Jet Black.

## Gamme 600

### Daytona 600 (2004)

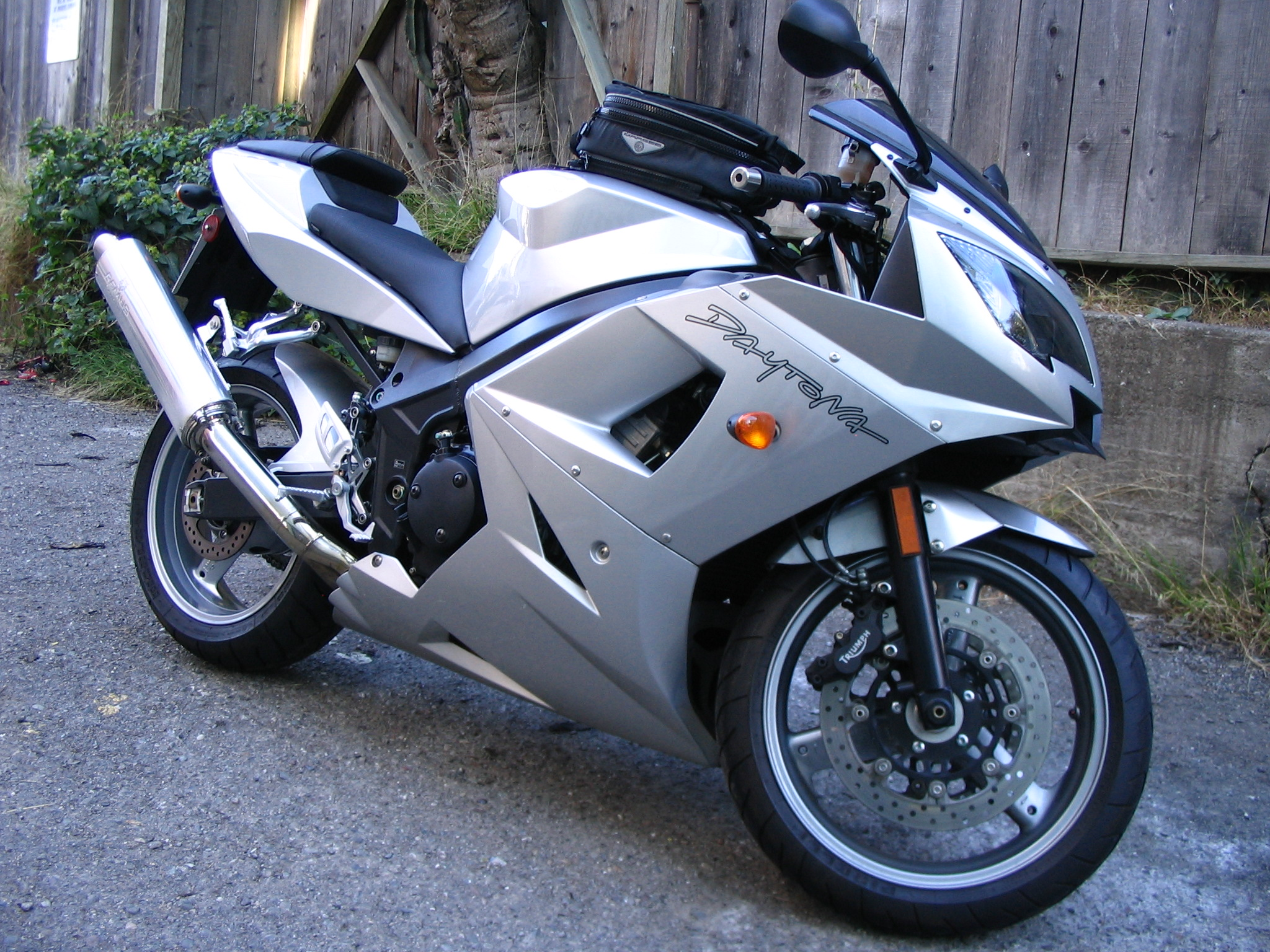
Daytona 600.

Apparue en concession en 2004, la 600 Daytona tente de réussir là où sa devancière, la TT600 a échoué : rivaliser avec les supersport japonaises. Le quatre cylindres annonce 112 ch pour 165 kg. Ses lignes sont plus tranchées et plus agressives que la TT600.
Bien que ses qualités soient indéniables et que les différences avec les R6 ou autres 600 GSX-R soient minimes, une seule année d'existence ne lui permit pas de connaître le succès. Il est vrai qu'elle ne bénéficia pas d'une grande attention de la part de l'usine, Triumph ayant un projet plus ambitieux dans ses cartons.
Pour les jeunes permis, elle est disponible avec un kit de bridage à 34 ch.
Les coloris disponibles sont Aluminium Silver, Racing Yellow et Tornado Red.

### Daytona 650 (2005)

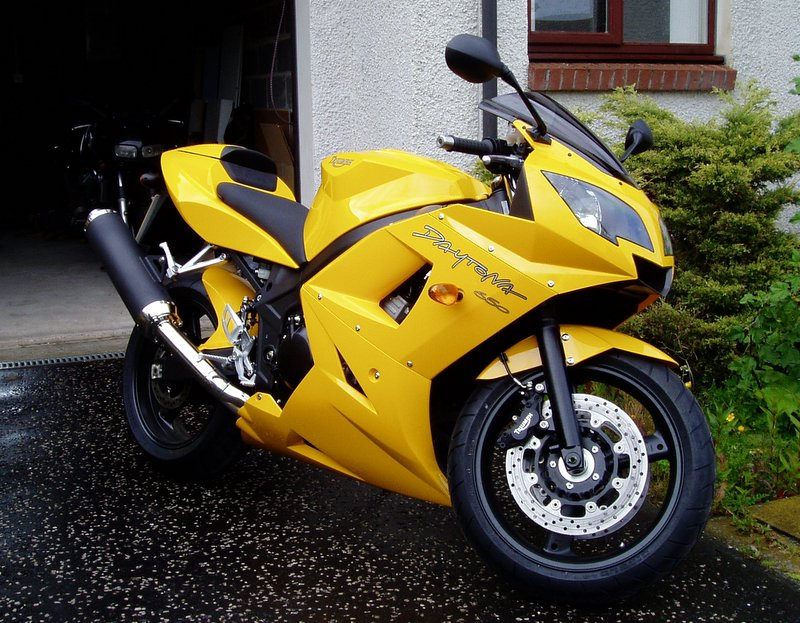
Daytona 650.

C'est une évolution de la 600. Si le look est le même, le moteur est revu. La course du piston augmente de 3,1 mm, la puissance passe à 114 chevaux à 12 500 tr/min. La boîte de vitesses est améliorée, la sélection est plus précise.
Les coloris disponibles sont Racing Yellow et Tornado Red.

### Daytona 675 (2005 - 2016)

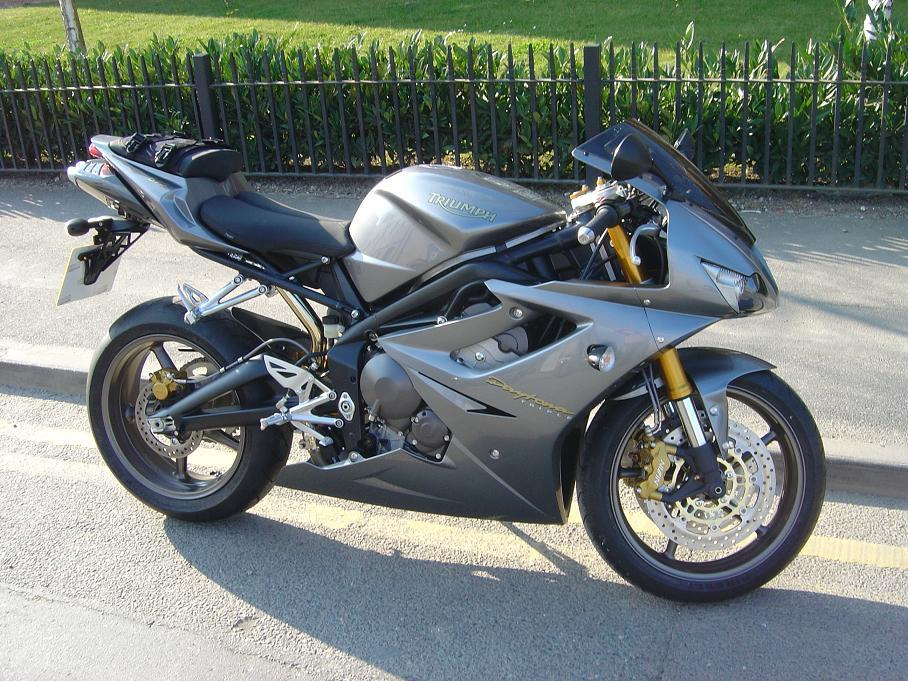
Daytona 675.

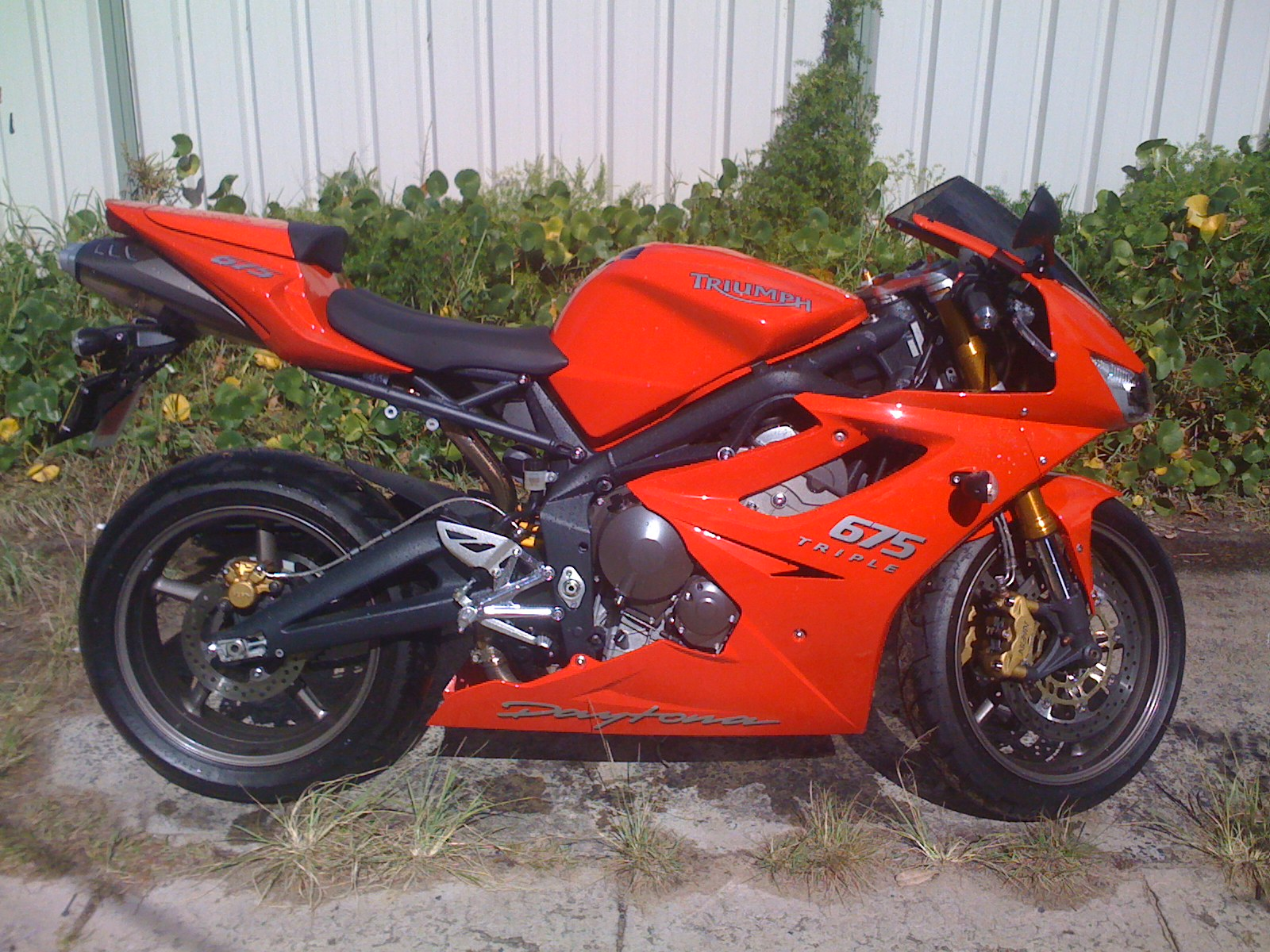
Daytona 675 2008.

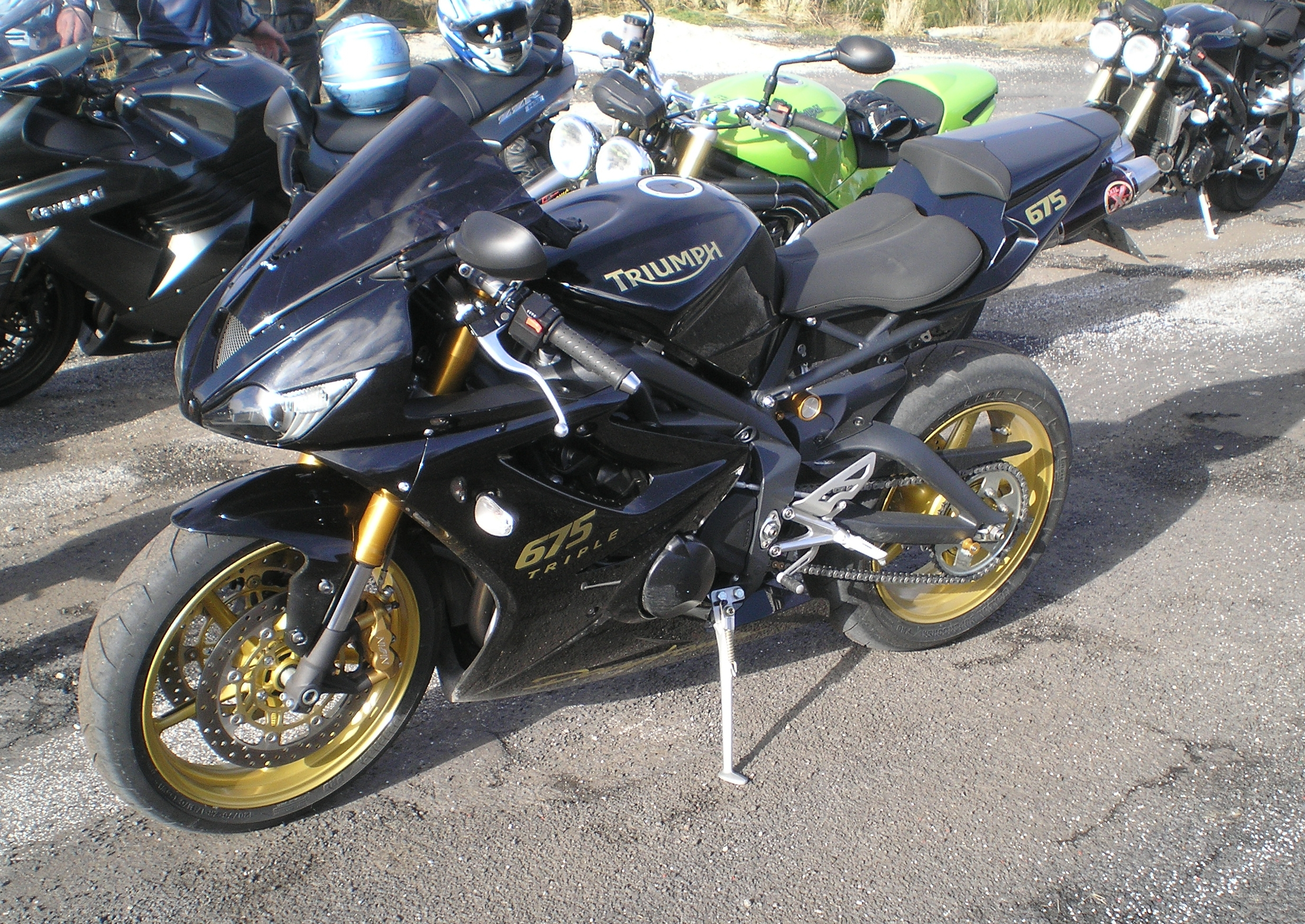
Daytona 675 SE.

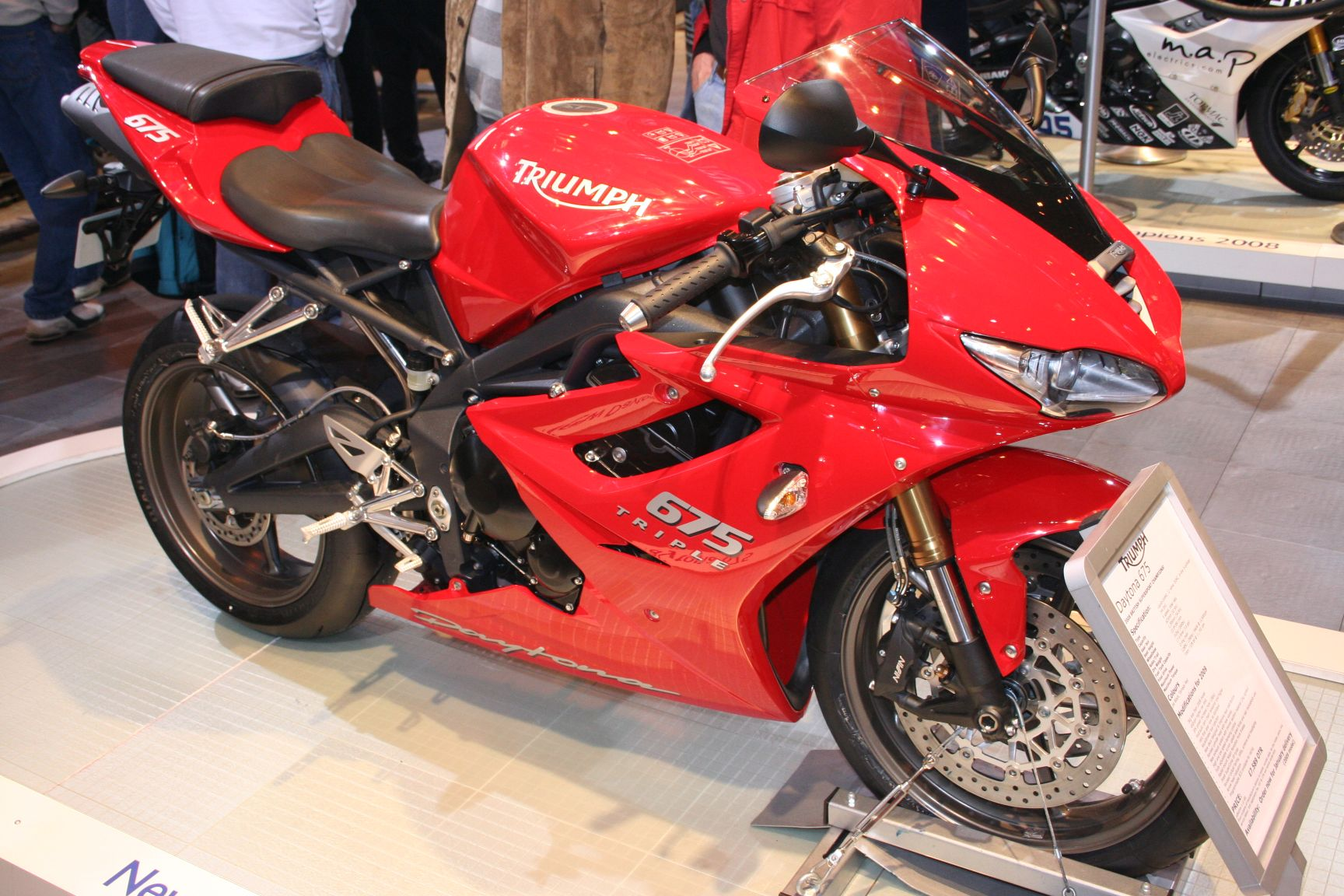
Daytona 675 2009.

La Daytona 675 se présente comme une petite révolution dans le monde des supersports. En effet, c'est la seule de sa catégorie à utiliser un moteur trois cylindres. Sa présentation en 2005 fait l'effet d'une bombe.
Le moteur qui l'équipe est annoncé pour 123 ch à 11 750 tr/min. Il permet d'obtenir une largeur de bloc contenue. Il réunit aussi les avantages des deux et quatre cylindres : le caractère et la puissance à bas régime de la première architecture, la souplesse et la puissance à haut régime de la seconde. Le cadre est en aluminium de type périmétrique. Le freinage est assuré par deux disques flottants de 308 mm de diamètre avec des étriers radiaux à quatre pistons à l'avant et un simple disque de 220 mm à l'arrière. Le poids reste contenu, la moto est annoncée pour 165 kg à sec.
Les designers de chez Triumph ont réussi à lui donner un look différent, plus britannique et moins japonais que celui des 600 et 650 Daytona. Ces phares en boomerang lui donnent un air agressif. Elle cède, comme ses concurrentes, à la mode des échappements sous la selle, permettant de laisser voir un bras oscillant très travaillé.
Comme toutes les supersports, les aspects pratiques ne faisaient pas partie du cahier des charges. La trousse à outil se réduit à une clé allen et un tournevis, l'emport d'un antivol est difficile et la place laissée au passager est minime.
Fin 2007, les acheteurs anglais bénéficient d'une série spéciale Limited Edition de 100 motos, pour fêter les deux titres constructeur de 2006 et 2007 du championnat supersport national, le Masterbike Supersport. Cette machine, vendue 10 800 €, est disponible uniquement en coloris graphite, ornée d'un autocollant portant la mention « Supersport Winner 2006 & 2007 » sur le bas de carénage, d'accessoires en fibre de carbone tels que les garde-boue avant et arrière ou la protection du silencieux d'échappement.
En 2008, la typographie des logos change et l'éclairage est amélioré. La Daytona 675 est déclinée en une édition spéciale (nommée SE, Special Edition) qui se pare d'une peinture noire brillante appelée Phantom Black, rehaussée par des touches dorées sur les jantes, la fourche, les logos, les étriers de frein et les frettes des disques. Le moteur est noir mat.
Le modèle 2009 voit sa puissance augmentée à 128 chevaux à 12 600 tr/min et son poids diminué à 162 kg (jantes allégées et nouvel échappement). La tête de fourche ainsi que les optiques sont restylés.
Les nouveautés concernant la mécanique sont : un tendeur hydraulique de chaîne de distribution modifié, un rapport de première plus long, une injection re-calibrée, une culasse révisée avec de nouvelles soupapes et des chambres de combustion modifiées, ainsi que des arbres à cames en magnésium. Un câblage facilitant le montage du shifter Triumph fait son apparition.
En ce qui concerne la partie cycle, de nouveaux étriers monobloc Nissin sont montés à l’avant. La fourche et l’amortisseur bénéficient chacun d’un contrôle de la compression petite et grande vitesse.
La gamme est complétée par une nouvelle Daytona 675 SE. Le cadre et sa boucle arrière ainsi que le bras oscillant sont bleus. Le carénage reçoit une livrée blanche Pearl White et les jantes sont assorties d'un liseré peint bleu.
Pour 2010, la Daytona reçoit un nouveau compteur. Une nouvelle Daytona SE limitée à 100 exemplaires fait son apparition. En plus du coloris Pearl White et du cadre Sparkle Blue, de nouveaux graphismes apparaissent sur les carénages et le réservoir ainsi que des lisérés de jantes peints en blanc. Elle dispose de nombreux accessoires Triumph de série : leviers de frein et d’embrayage anodisés de type course et de nombreuses pièces carbone (protection et embout de silencieux, intérieur de cockpit et garde boue arrière).
Pour 2011, la Daytona est complétée par une version Daytona 675 R, pourvue d'une fourche et d'un monoamortisseur Öhlins, des protections en carbone, d'étriers de frein monobloc Brembo et d'une nouvelle cartographie d'injection mais également d'un shifter. Elle n'est disponible qu'en blanc Crystal White.
Pour 2012, la Daytona accueille des changements minimes et essentiellement esthétiques. Une nouvelle typographie est présente (seulement présente sur la version R auparavant). Les supports de disques de freins sont maintenant noirs tout comme les platines repose-pieds et les supports de repose-pieds arrière. La protection de silencieux est également noire, l'écrou de colonne de direction de couleur bronze. Enfin, de nouveaux carters d'alternateur et d'embrayage estampillés du logo Triumph font leur apparition.
La Daytona 675 est engagée depuis 2008 par l'usine au sein du championnat du monde Supersport par la Scuderia Caracchi. Le pilote officiel est Garry McCoy.
Les coloris disponibles sont :
- 2006 : Tornado Red, Scortched Yellow et Graphite ;
- 2007 : Tornado Red, Scortched Yellow, Graphite et Jet Black ;
- 2008 : Tornado Red, Jet Black, Neon Blue et Phantom Black (version SE) ;
- 2009 : Tornado Red, Jet Black et Pearl White (version SE) ;
- 2010[8] : Tornado Red, Phantom Black, Caspian Blue et Pearl White (version SE) ;
- 2011[9],[10] : Tornado Red, Phantom Black, Caspian Blue et Crystal White (version R) ;
- 2012[11] : Diablo Red, Phantom Black, Sulfur Yellow et Crystal White (version R).

En Juillet 2016, Triumph annonce l'arrêt de la commercialisation de ce modèle à la suite d'une perte de vitesse dans la commercialisation des petits modèles hypersportifs ainsi qu'aux coûts liés à l'adaptation des blocs moteurs pour la norme Euro4.
En août 2019 Triumph profite du Grand Prix moto de Silverstone pour présenter la Daytona 765 Moto2 qui célèbre son arrivée en tant que motoriste exclusif du Moto2. L’esthétique, reprise du modèle 675 de dernière génération, est rehaussé par des carénages et une boucle arrière intégralement en fibre de carbone. Cette moto est équipée du 3 cylindres 765cc très proche du bloc qui équipe les machines de compétition. Triumph annonce 130ch et 80 nm pour un poids à sec de 165 kg. La technologie embarquée progresse avec l’arrivée d’un écran TFT 5", d’un Traction Control (déconnectable) ainsi qu’un accélérateur par Ride by Wire qui offre 5 modes de conduite (pluie, route, sport, track et rider).
Elle est produite à Hinckley en série limitée à 1530 exemplaires au total, une série de 765 est prévue pour l’Europe et l’Asie, et une autre série de 765 pour le marché Nord Américain. 90 exemplaires été prévus pour le marché français au prix neuf de 18 765€, ce qui en fait l’une des machines les plus chères du segment Supersport.

## Filmographie et jeux vidéo
- James Bond (Pierce Brosnan) est au guidon de la Daytona 600 dans le jeu vidéo 007 : Quitte ou double (2004).